# Muzeum Zamek w Oświęcimiu

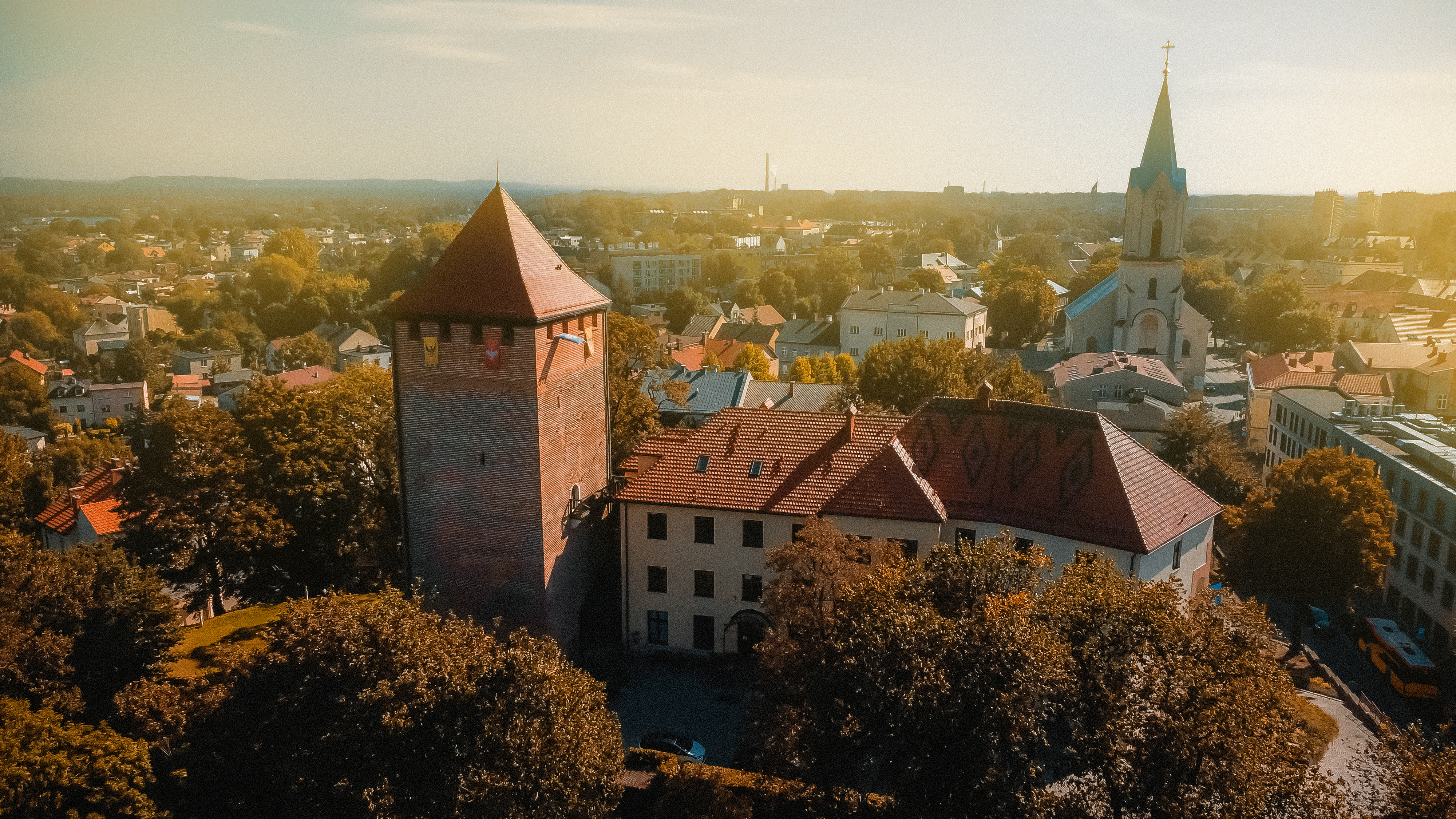
Zamek w Oświęcimiu

Muzeum Zamek w Oświęcimiu – muzeum położone w Oświęcimiu. Placówka jest gminną jednostką organizacyjną, a jego siedziba znajduje się w pomieszczeniach oświęcimskiego zamku.
Muzeum zostało powołane na mocy uchwały Rady Miasta Oświęcimia z 2010 roku. Na jego siedzibę wyznaczono zamek w Oświęcimiu, który od 1993 roku mieścił Zbiory Historyczno – Etnograficzne Oświęcimskiego Centrum Kultury. Powołanie placówki poprzedził remont, przeprowadzony w latach 2004-2006.
W muzeum prezentowane są następujące ekspozycje:
- archeologiczna, prezentująca eksponaty pochodzące z wykopalisk na oświęcimskim wzgórzu zamkowym oraz na terenie twierdzy Wołek,
- religijna, w skład której wchodzą przedmioty kultu religijnego obrządku katolickiego oraz judaizmu. Wśród tych pierwszych znajduje się m.in. płyta nagrobna Mikołaja Myszkowskiego z XV wieku,
- etnograficzna, prezentująca wnętrza mieszkań z początku XX wieku, należących zarówno do katolików jak i Żydów,
- biograficzną, poświęconą osobie Aleksandra Orłowskiego – kompozytora i dyrygenta, twórcy m.in. hejnału miasta Oświęcimia.

Muzeum jest obiektem całorocznym, czynnym z wyjątkiem: sobót w okresie od października do maja oraz poniedziałków w okresie od czerwca do września. Wstęp jest płatny. 